# جاسوسی آمریکا در چین
این مقاله، به برخی فعالیت‌های انجام شده توسط آژانس اطلاعات مرکزی ایالات متحده (سی‌آی‌اِی) در چین می‌پردازد.

## فعالیت در جمهوری چین
چیانگ کای شک، رئیس‌جمهور جمهوری چین (تایوان)، مشکوک به این بود که ایالات متحده در حال طراحی کودتا علیه او است. در سال ۱۹۵۰، یانگ چینگ کوئو مدیر پلیس مخفی شد و تا سال ۱۹۶۵ در این سمت باقی ماند. چیانگ همچنین برخی از افرادی را که با آمریکایی‌ها دوست بودند دشمن خود می‌دانست. یکی از دشمنان خانوادهٔ چیانگ، وو کو-چن، توسط چیانگ چینگ-کو از موقعیت فرمانداری تایوان اخراج شد و در سال ۱۹۵۳ به آمریکا گریخت. چیانگ چینگ-کو، که در اتحاد جماهیر شوروی تحصیل کرده بود، سازماندهی مجدد نظامی به سبک شوروی را در ارتش جمهوری چین آغاز کرد که سازماندهی مجدد و شوروی افسران سیاسی، نظارت و فعالیت‌های حزب کومینتانگ را انجام داد. سان لی جن مخالف این بود که در مؤسسهٔ نظامی ویرجینیای آمریکا تحصیل کرده بود.
چیانگ دادگاه نظامی ژنرال سان لی جن را در اوت ۱۹۵۵ به دلیل برنامه‌ریزی برای کودتا با سیا آمریکا علیه پدرش چیانگ کای شک و کومینتانگ سازماندهی کرده بود دستگیر کرد. گفته می‌شود که سیا می‌خواست به سان کمک کند تا کنترل تایوان را در دست بگیرد و استقلال آن را اعلام کند.

## فعالیت در جمهوری خلق چین

### ۱۹۵۱
برای گشودن جبههٔ دوم در جنگ کره، افسران سیا تصمیم گرفتند بر طرح دوم تکیه کنند. اپراتورهای سیا از ورود مائو تسه‌تونگ به جنگ می‌ترسیدند و تخمین می‌زدند که تعداد قابل توجهی از چریک‌های ملی‌گرای کومینتانگ برای همکاری با آژانس در دسترس هستند. آن‌ها همچنین تخمین زدند که یک سوارکار مسلمان به رهبری ما بوفانگ مایل به انجام حملات علیه چین در مناطق غربی آن است. وقتی ثابت شد که هر دوی این تلاش‌ها از نظر موفقیت و واقعیت‌های استراتژیک بیش از حد پیش‌بینی شده‌اند، ایالات متحده که متقاعد شده بود نیروی سومی در چین وجود دارد، تصمیم گرفت منابعی را برای تأمین امنیت چنین نیرویی در تلاش‌های خود سرمایه‌گذاری کند. به منظور تسهیل مقاومت در برابر دخالت چین در کره، سیا بیش از ۱۰۰ میلیون دلار برای خرید سلاح‌هایی سرمایه‌گذاری کرد که توسط چریک‌های «نیروی سوم» در چین استفاده می‌شد. آژانس به ندرت توانست احساسات ضد مائویی را در تماس‌های آن‌ها بیابد، با این حال، تنها نشانه‌های حیات گروهی از پناهندگان در اوکیناوا بود، که همواره ثابت شده‌است که گروهی بیشتر علاقه‌مند به دستیابی به اهداف خود هستند تا کمک واقعی به ایالات متحده.
در نهایت، سیا سوابق خود را از حالت طبقه‌بندی خارج کرد و به شکست استراتژی نیروی سوم اعتراف کرد. این فهرست یک مطالعه سریع در مورد شکست‌های شورش را روشن می‌کند. طبق اسناد، سیا شروع به وارد کردن واحدهای چریکی کوچک به چین کرد، اولین تیم نیروی سوم در آوریل ۱۹۵۲ مستقر شد. از چهار عضو تیم دیگر خبری نشد. دومین تیم نیروی سوم متشکل از پنج عامل قومی چینی بود و در اواسط ژوئیهٔ ۱۹۵۲ به منطقهٔ جیلین منچوری سقوط کرد. تیم در نهایت تماس با رهبران شورشیان محلی را گزارش کرد. این تیم، بدون اینکه سیا بداند، توسط چینی‌ها دستگیر و برگشته شد و تلهٔ بعدی را راه انداخت. سیا با اعزام یک واحد نجات پاسخ داد، اما هواپیماهایش سرنگون شدند و عوامل اصلی مأموریتش، جک داونی و دیک فکتو، دستگیر شدند. هر دو مرد متعاقباً به حبس در چین محکوم شدند. پکن بعداً به شکست‌های شورشیان همتایان ایالات متحده خود افتخار کرد. در آن زمان، سیا ۲۱۲ مأمور را به چین فرستاده بود که در نتیجه ۱۰۱ مأمور کشته و ۱۱۱ نفر دستگیر شدند. مایکل د. کو، که توسط سیا استخدام شده بود و کار می‌کرد در درون سازمان در حوادث نیروی سوم، اظهار داشت که سیا "یک لایحه از کالاها فروخته شده بود توسط ملی‌گرایان این بود که یک نیروی بزرگ از داخل مقاومت وجود دارد. کل عملیات اتلاف وقت بود.»

### ۱۹۵۹
سیا به گروه تبتی چوشی گانگدروگ تنشونگ دانگلانگ ماک کمک‌های مادی و کمک‌هایی از جمله تسلیحات و مهمات و همچنین آموزش به اعضای چوشی گانگدروک و دیگر گروه‌های چریکی تبتی در کمپ هیل ارائه کرد.

### ۲۰۱۰
طبق تحقیقات نیویورک تایمز، دولت چین توانست ۱۸ تا ۲۰ منبع سیا را از سال ۲۰۱۰ تا ۲۰۱۲ بکشد یا زندانی کند. مقاله‌ای در فارین پالیسی به تعداد بیشتری اشاره کرد و تعداد منابع کشته شده را حداقل ۳۰ نفر ذکر کرد. یک عملیات ضد جاسوسی مشترک سیا و اف‌بی‌آی که برای بررسی شکست اطلاعاتی راه‌اندازی شد، سه تئوری مختلفدر مورد این‌که چرا شبکهٔ جاسوسی برچیده شد، ارائه کرد:(۱) یک خال در داخل سیا وجود داشت، (۲) تجارت شلخته و (۳) مأموران اطلاعاتی جمهوری خلق چین سیستم مخفی را که سیا برای برقراری ارتباط با منابع خارجی خود استفاده می‌کرد، هک کرده بودند. نیویورک تایمز گفت که بحث در مورد علت حل نشده باقی مانده‌است در حالی که یک مقام سابق اطلاعاتی آمریکا که توسط فارین پالیسی استناد می‌شود گفت که بازرسان به این نتیجه رسیده‌اند که این بحث ناشی از «تلاقی و ترکیبی از رویدادها» بوده‌است. در ژانویهٔ ۲۰۱۸، یک افسر سابق سیا به نام جری چون شینگ لی دستگیر شد و در نهایت به ظن کمک به از بین بردن شبکه اعتراف کرد، درحالی‌که مقالهٔ فارین پالیسی، علیرغم دستگیری، عدم موفقیت را نسبت داد. توانایی آژانس‌های اطلاعاتی جمهوری خلق چین برای نفوذ به سیستم ارتباطی سیا.
به گزارش آسیا تایمز، سون بو، مدیر کل شرکت صنایع کشتی‌سازی چین، به دلیل فساد و ارائهٔ اطلاعات طبقه‌بندی شده به سیا، از جمله مشخصات فنی ناو هواپیمابر چینی لیائونینگ، تحت بازجویی قرار گرفت.
مقاله‌ای در دسامبر ۲۰۲۰ در فارین پالیسی نشان داد که چندین دهه فساد در داخل حزب کمونیست چین آسیب‌پذیری‌هایی را ایجاد کرده‌است که توسط سازمان‌های اطلاعاتی خارجی، به‌ویژه سیا، مورد سوءاستفاده قرار گرفته‌است. پاکسازی در حزب کمونیست چین تحت پوشش ضدفساد حداقل تا حدی ناشی از نگرانی‌های ضدجاسوسی بود.

### ۲۰۲۱
در اکتبر ۲۰۲۱، نیویورک تایمز با استناد به یک کابل افشا شدهٔ سیا، گزارش داد که سیا اعتراف کرده‌است که «تعداد نگران‌کننده‌ای از خبرچینان» استخدام‌شده از کشورهایی از جمله چین در سال‌های اخیر را از دست داده‌است، به طوری که مخبرانی کشته، دستگیر یا به خطر افتاده‌اند. این کابل فاش شده در بحبوحهٔ تلاش‌های اخیر چین در تعقیب منابع سیا برای تبدیل آن‌ها به مأموران دوگانه منتشر شده‌است. در این یادداشت همچنین به «نقض سیستم ارتباطات طبقه‌بندی‌شده» اشاره شده‌است که منجر به دستگیری شبکه‌های جاسوسی در چین شد و برخی از مقامات بر این باورند که افسران اطلاعاتی خیانتکار ایالات متحده ممکن است مقصر دستگیری و اعدام جاسوسان سیا باشند.